# Xylophrurus melanius
Xylophrurus melanius là một loài tò vò trong họ Ichneumonidae.